# お笑いオムニバスGP
『お笑いオムニバスGP』（おわらいオムニバスグランプリ）は、フジテレビ系列で2021年から不定期放送されているお笑い特別番組。

## 概要
2015年にスタートした『ENGEIグランドスラム』以来、約6年ぶりにフジテレビの大型お笑い特番が開始。
お笑いのあらゆるジャンルのNO.1を決める大会をオムニバス形式で見せる、新たな総合バラエティーである。

## 放送データ
2022年までは年に2回放送。2023年以降は新春特番での放送となる。視聴率はビデオリサーチ調べ、関東地区・世帯・リアルタイム。赤数字は最高視聴率、青数字は最低視聴率。
| 回数  | 放送日                  | 放送時間（JST） | サブタイトル                                              | 平均視聴率 | 備考     |
| ----- | ----------------------- | --------------- | --------------------------------------------------------- | ---------- | -------- |
| 第1回 | 2021年5月9日（日曜日）  | 19:00 - 21:54   | -                                                         | 8.7%       | [ 注 1 ] |
| 第2回 | 2021年9月20日（月曜日） | 19:00 - 21:00   | -                                                         |            | [ 注 2 ] |
| 第3回 | 2022年1月2日（日曜日）  | 18:30 - 22:00   | クセがスゴい&ドッキリツッコミGP&バク速ネタ50連発SP        |            |          |
| 第4回 | 2022年9月19日（月曜日） | 19:00 - 21:00   | オモウソい店&2億4千万のものまねメドレーSP                 |            | [ 注 3 ] |
| 第5回 | 2023年1月2日（月曜日）  | 18:00 - 22:00   | ドッキリツッコミ&オモウソい店&クセがスゴいかくし芸4時間SP |            | [ 注 4 ] |
| 第6回 | 2024年1月2日（火曜日）  | 18:25 - 22:00   |                                                           |            |          |
| 第7回 | 2025年1月2日（木曜日）  | 18:25 - 22:00   |                                                           |            |          |

## 出演者
司会
- 川島明（麒麟）
- 白石麻衣（ - 第6回）

お笑い見届け人
- 千鳥（大悟・ノブ） - 第1回・第3回・第5回・第6回
- かまいたち（山内健司・濱家隆一） - 第2回・第5回
- チョコレートプラネット（長田庄平・松尾駿） - 第4回
- ナイツ（塙宣之・土屋伸之） - 第4回
- 吉村崇（平成ノブシコブシ） - 第4回

ゲスト
- 渋谷凪咲（NMB48） - 第4回
- 柴田英嗣（アンタッチャブル）、若槻千夏、池田美優 - 第5回
- 小峠英二（バイきんぐ）、吉村崇（平成ノブシコブシ）、長谷川京子、ウエンツ瑛士、本田翼 - 第7回

2億4千万のものまねメドレーGP（第1回・第4回）
- 司会：おぎやはぎ（小木博明・矢作兼）、柴田英嗣（アンタッチャブル）（第4回）
- 審査委員長：石橋貴明（とんねるず）
- 審査員：川島明、白石麻衣、千鳥（第1回）、チョコレートプラネット、ナイツ、吉村崇、渋谷凪咲（第4回）
- 名前呼び：伊藤利尋（フジテレビアナウンサー）（第1回）

合いの手ツッコミGP（第2回）
- 進行：倉田大誠、山﨑夕貴（フジテレビアナウンサー）

事務所プロダクションGP〜GPGP〜（第6回）
- MC：川島明、山崎弘也（アンタッチャブル）

## 各コーナー概要

### バク速-1GP
全46組の実力派芸人が登場し、コントや漫才など、多彩なジャンルのネタを披露する。ネタが終わると「バク速ザウルス」というCG恐竜が現れて消える（2022年1月2日放送分にて、板倉俊之(インパルス)は「バク速ザウルス」の動きを上手くオチに利用してのコントを披露した）。

### ツッコミ芸人が本気でツッコんだ!ドッキリツッコミGP
同局の『芸能人が本気で考えた!ドッキリGP』のパッケージで行う企画。ドッキリのリアクションの面白さではなく、その後のドッキリツッコミの面白さを競う。
第1回（企画第1回）
- カンニング竹山
- 長谷川忍（シソンヌ）
- 昴生（ミキ）
- おいでやす小田

第3回（企画第2回）
- 田中卓志（アンガールズ）
- カンニング竹山
- 昴生（ミキ）
- 橋本直（銀シャリ）

第5回（企画第3回）
- 田中卓志（アンガールズ）
- カンニング竹山
- 昴生（ミキ）
- 長谷川忍（シソンヌ）

第6回（企画第4回）
- 田中卓志（アンガールズ）
- カンニング竹山
- 昴生（ミキ）
- 澤部佑（ハライチ）
- 津田篤宏（ダイアン）

第7回（企画第5回）
- 田中卓志（アンガールズ）
- カンニング竹山
- 昴生（ミキ）
- 澤部佑（ハライチ）

### 2億4千万のものまねメドレーGP
かつて『とんねるずのみなさんのおかげでした』で行われたコーナーを、審査委員長・石橋貴明の主催の下、新たなタイトルで復活。全10組がネタを披露する。

### 合いの手ツッコミGP
お笑いコンビの一人が名曲やヒット曲を歌唱して、相方がその歌にツッコむ“歌ネタ”で競う。

### クセがスゴいかくし芸GP
同局の『千鳥のクセがスゴいネタGP』のスピンオフ企画。芸能人がひそかに隠し持っている笑える芸、通称“クセスゴかくし芸”の面白さを競う。
第3回（企画第1回）
- 秋山竜次（ロバート）
- 稲田直樹（アインシュタイン）
- 太田博久（ジャングルポケット）
- 大橋和也（なにわ男子）
- 狩野英孝
- ジェラードン
- チョコレートプラネット
- 山名文和（アキナ）

第5回（企画第2回）
- 亜生（ミキ）
- アタック西本（ジェラードン）
- 太田博久（ジャングルポケット）
- 狩野英孝
- 草薙航基（宮下草薙）
- 河本準一（次長課長）
- 尾形貴弘（パンサー）
- 篠宮暁（オジンオズボーン）
- せいや（霜降り明星）
- 関太（タイムマシーン3号）
- 向井康二（Snow Man）
- 山名文和（アキナ）

### 芸人グルメンタリー オモウソい店GP
中京テレビ・日本テレビ系列の『ヒューマングルメンタリー オモウマい店』のパロディ企画。“オモウソい店＝オモいっきりウソな店”というタイトルのとおり、最強のコント師たちが集結。全国津々浦々の“オモウソい店”の店主や店員、あるいは取材スタッフに扮して、「こんなお店はいやだ!」「こんな店員、いるわけないけど…どこかにいるかも?」といった絶妙なシチェーションを演じ切る。
第4回（企画第1回）
- 秋山竜次（ロバート）
- ジェラードン
- チョコレートプラネット
- 友近
- ネルソンズ
- マヂカルラブリー
- ロッチ

第5回（企画第2回）
- 秋山竜次（ロバート）
- シソンヌ
- ジェラードン
- ジャングルポケット
- チョコレートプラネット
- どぶろっく
- ネルソンズ
- FUJIWARA

### 事務所プロダクションGP〜GPGP〜
第6回（企画第1回）
- 吉本興業
  - 長田庄平（チョコレートプラネット）※キャプテン
  - 尾形貴弘（パンサー）
  - かなで（3時のヒロイン）
  - せいや（霜降り明星）
  - ナダル（コロコロチキチキペッパーズ）
  - 松尾駿（チョコレートプラネット）
  - 吉村崇（平成ノブシコブシ）
  - 和田まんじゅう（ネルソンズ）

- ワタナベエンターテインメント
  - 田中卓志（アンガールズ）※キャプテン
  - あばれる君
  - サンシャイン池崎
  - ぱーてぃーちゃん

- マセキ芸能社
  - 狩野英孝※キャプテン
  - 小宮浩信（三四郎）
  - 高野正成（きしたかの）

- ソニー・ミュージックアーティスツ
  - ハリウッドザコシショウ※キャプテン
  - 錦鯉
  - やす子

- サンミュージックプロダクション
  - カンニング竹山※キャプテン
  - お侍ちゃん
  - ひぐち君（髭男爵）

### 史上最大のヌルヌル階段レース SUBERUNA GP 2025
第7回（企画第1回）
- あばれる君
- 太田博久（ジャングルポケット）
- 狩野英孝
- 菊池風磨（timelesz）
- 佐野晶哉（Aぇ! group）
- 末澤誠也（Aぇ! group）
- JOY
- 松田元太（Travis Japan）
- 向井康二（Snow Man）
- 森脇健児
- やす子
- 吉村崇（平成ノブシコブシ）
- 和田まんじゅう（ネルソンズ）

## スタッフ
第7回（2025年1月2日放送分）
- ナレーター：池田秀一、バッキー木場（第2回・第4回は不参加）、服部潤（第2回・第4回は不参加）、倉田大誠（フジテレビアナウンサー、第7回）
- 構成：酒井健作、北本かつら
- TP：田辺絢一
- TM：高瀬義美
- SW：宮﨑健司
- CAM：秋山勇人、渡邊健太郎、遠藤俊洋
- VE：高橋正直
- AUD：本間祥吾、小清水健治
- 照明：紙頭(透)貴仁、本澤啓史、河野誠
- 美術プロデューサー：三竹寛典
- デザイン：永井達也
- アートコーディネーター：内山高太郎
- 大道具：裏隠居徹（以前は大道具→小道具担当）、杉本孝宏
- 装飾：乾川太志（以前は装飾→小道具担当）
- アクリル装飾：加藤徳格（以前はアクリル装飾→アートフレーム担当）、北村悠陽
- 生花装飾：荒川直史
- 特殊効果：菅谷守（以前は視覚効果担当）
- 特殊装置︰桑島亮太（以前は電飾担当）、栗田宏太
- 植木装飾：小笠原了平
- アートフレーム：石井智之、井滝健治
- 持ち道具：土屋洋子
- 特殊美術：高野正義
- メイク：一安夏希
- 衣装：林春来
- CG制作：秋里直樹、奥野あかね
- EED：小笠原一登（以前は編集担当）、前河原裕樹
- MA：小林由愛子
- 音響効果：松下俊彦
- 技術協力：ニユーテレス、fmt、IMAGICA Lab.、MULTHBACKS
- 美術協力：フジアール
- 制作協力：吉本興業
- TK：江野澤郁子
- デスク：山内沙南
- 広報：飯泉英一郎
- 編成：加藤愛理
- ロケコーディネーナー：森川暢哉
- 制作スタッフ：宮原弘光、樋江井美月、平川功、寺本春平、広瀬由依菜、多口由紀音、倉重陸、八重樫直希、鈴木健太郎、髙原暖、森裕香、安田早希
- 制作進行：勝又郁乃
- AP：山田菜摘
- ディレクター：山﨑貴博、福島悠人、間島陸、原凜一郎（以前は制作スタッフ担当〈福島・原〉）、岡耕平、楠田健太
- プロデューサー：橋本英司、宮崎孝幸、利光智子、富永衣里子、榛葉崇太、國廣光、嶋村理奈、諏訪原彩
- 演出：角山僚祐、吉田渉、冨田直伸（以前はディレクター担当〈吉田〉）
- チーフプロデューサー：江本薫
- 総合演出：中川将史
- 制作：フジテレビ編成総局バラエティ制作局バラエティ制作センター
- 制作著作：フジテレビ

### 過去のスタッフ
- ナレーター：杉原千尋（フジテレビアナウンサー、第4回）、佐久間みなみ（フジテレビアナウンサー、第4回・第5回）
- 構成：長澤のぶとし、大塚智仁、澤井直人、今井太郎、大井洋一、長谷川優
- TP：児玉洋
- SW：上田軌行
- CAM：吉原喜久
- VE：武田和浩、石井利幸、山下将平、土井理沙
- AUD：高橋幸則、浮所哲也
- 照明：安藤雄郎、黒井宏行
- CR：篠崎翔
- PA：長谷川大輔
- デザイン：棈木陽次
- アートコーディネーター：鈴木あみ
- 大道具：中村達也、宮路博貴、三田部義広、楢崎善正
- アクリル装飾：伊藤幸枝、谷口航平、織田秀幸
- アートフレーム：鈴木綱敏
- 装飾：錦織洋史
- 電飾：石井誠、三井ゆき乃、大野太地
- 特殊装置：坂之下啓輔
- 特殊効果：田中沙季
- 視覚効果：倉谷美奈絵、仁井田真希、西川隼人
- 持ち道具：若林瑞帆(穂)
- 衣装：宮澤愛、尾島舞、幸松里奈
- かつら：雨宮英里
- メイク：山田かつら
- LED：上福更記
- ファイバーワーク：中川祐花
- CG制作：永吉敬史
- EED：山下大樹（以前は編集担当）
- 音響効果：高津浩史、松永(長)芳樹、保坂直人
- 編集：東川健太
- 提供：ピクスタ、DAM（第一興商）
- 技術協力：明光セレクト、サンフォニックス、共テレ、マルチバックス、テルミック、インターナショナルクリエイティブ、EnoSTUDIO
- 美術協力：グレートインターナショナル、アフロ
- TK：色摩涼
- デスク：藤田冴子、植林茜、弦牧和子
- Special Thanks：マッコイ斉藤（第1回・第4回）、狩野雄太、蜜谷浩弥（第2回・第3回）
- FD：本田芽里那、高橋大樹
- AP：八木未果子、根本成実、山科智稔、泉愛実、尾台優美
- 制作スタッフ：渋谷さくら、角田みき、小原麗未（以前はFD担当）、和田完吾、青木千尋、加藤真悠里、黒川珠季、北方美有、捧歩夢、加嶋龍一、鷹田隆翔、飛田将斗、横山楓人、鳥越賢太郎（以前はAD担当）、税田恭平、金田知砂、玉置尚寛、白石大治、三好萌
- 制作進行：小野智香
- ディレクター：白川誠、飯沼慶治郎、藤原麻衣、鈴木靖広、新井孝輔、城山海周、牛窪真二、松本泰治、杉野幹典、池田哲也、北山拓、柴田尚輝、玉置遼、坪井一季、金井克仁、一場輝、岸本泰、村瀬拓也・木村剛
- プロデューサー：服部有紀子、肥後篤人、手塚賢、南條祐紀、松尾やす子、中井謙吾、竹岡直弘、神尾昌宏、中川天、片倉輪子
- 演出：宮川直樹、山田賢太郎（以前はディレクター担当）
- チーフプロデューサー：中嶋優一

## ネット局
| 放送対象地域   | 放送局                    | 系列                                         | 遅れ       |
| -------------- | ------------------------- | -------------------------------------------- | ---------- |
| 関東広域圏     | フジテレビ（CX）          | フジテレビ系列                               | 制作局     |
| 北海道         | 北海道文化放送（uhb）     | フジテレビ系列                               | 同時ネット |
| 岩手県         | 岩手めんこいテレビ（mit） | フジテレビ系列                               | 同時ネット |
| 宮城県         | 仙台放送（OX）            | フジテレビ系列                               | 同時ネット |
| 秋田県         | 秋田テレビ（AKT）         | フジテレビ系列                               | 同時ネット |
| 山形県         | さくらんぼテレビ（SAY）   | フジテレビ系列                               | 同時ネット |
| 福島県         | 福島テレビ（FTV）         | フジテレビ系列                               | 同時ネット |
| 長野県         | 長野放送（NBS）           | フジテレビ系列                               | 同時ネット |
| 新潟県         | NST新潟総合テレビ（NST）  | フジテレビ系列                               | 同時ネット |
| 静岡県         | テレビ静岡（SUT）         | フジテレビ系列                               | 同時ネット |
| 富山県         | 富山テレビ（BBT）         | フジテレビ系列                               | 同時ネット |
| 石川県         | 石川テレビ（ITC）         | フジテレビ系列                               | 同時ネット |
| 福井県         | 福井テレビ（FTB）         | フジテレビ系列                               | 同時ネット |
| 中京広域圏     | 東海テレビ（THK）         | フジテレビ系列                               | 同時ネット |
| 近畿広域圏     | 関西テレビ（KTV）         | フジテレビ系列                               | 同時ネット |
| 島根県・鳥取県 | さんいん中央テレビ（TSK） | フジテレビ系列                               | 同時ネット |
| 岡山県・香川県 | 岡山放送（OHK）           | フジテレビ系列                               | 同時ネット |
| 広島県         | テレビ新広島（TSS）       | フジテレビ系列                               | 同時ネット |
| 愛媛県         | テレビ愛媛（EBC）         | フジテレビ系列                               | 同時ネット |
| 高知県         | 高知さんさんテレビ（KSS） | フジテレビ系列                               | 同時ネット |
| 福岡県         | テレビ西日本（TNC）       | フジテレビ系列                               | 同時ネット |
| 佐賀県         | サガテレビ（STS）         | フジテレビ系列                               | 同時ネット |
| 長崎県         | テレビ長崎（KTN）         | フジテレビ系列                               | 同時ネット |
| 熊本県         | テレビくまもと（TKU）     | フジテレビ系列                               | 同時ネット |
| 大分県         | テレビ大分（TOS）         | 日本テレビ系列 フジテレビ系列                | 同時ネット |
| 宮崎県         | テレビ宮崎（UMK）         | フジテレビ系列 日本テレビ系列 テレビ朝日系列 | 同時ネット |
| 鹿児島県       | 鹿児島テレビ（KTS）       | フジテレビ系列                               | 同時ネット |
| 沖縄県         | 沖縄テレビ（OTV）         | フジテレビ系列                               | 同時ネット |